# Pamela Tola
Pamela Tola (nacida el 15 de octubre de 1981) es una actriz y directora finlandesa.
Tola nació en Ruotsinpyhtää, Finlandia. Ha aparecido en numerosas ocasiones en televisión desde 2003. Apareció en el film del año 2005 Paha maa, y asimismo tuvo el papel protagónico en el film del año 2006 Saippuaprinssi. En ambas producciones cinematográficas compartió roles con Mikko Leppilampi.

## Filmografía
- Helmiä ja sikoja (2003)
- Skene (película para la televisión, 2004)
- Paha maa (2005)
- Caasha (película para la televisión, 2005)
- Tyttö sinä olet tähti (2005)
- Saippuaprinssi (2006)
- Mannerheim (2010).